# 12,8 cm Selbstfahrlafette auf VK3001(H)
 (juillet 2014).
Si vous disposez d'ouvrages ou d'articles de référence ou si vous connaissez des sites web de qualité traitant du thème abordé ici, merci de compléter l'article en donnant les références utiles à sa vérifiabilité et en les liant à la section « Notes et références ».
Le 12,8-cm Selbstfahrlafette auf VK3001(H) « Sturer Emil » (littéralement « Emil le têtu ») ou Panzer-Selbstfahrlafette V (Pz.Sfl. V) est un prototype de chasseur de chars lourd allemand de la Seconde Guerre mondiale.

## Conception et développement

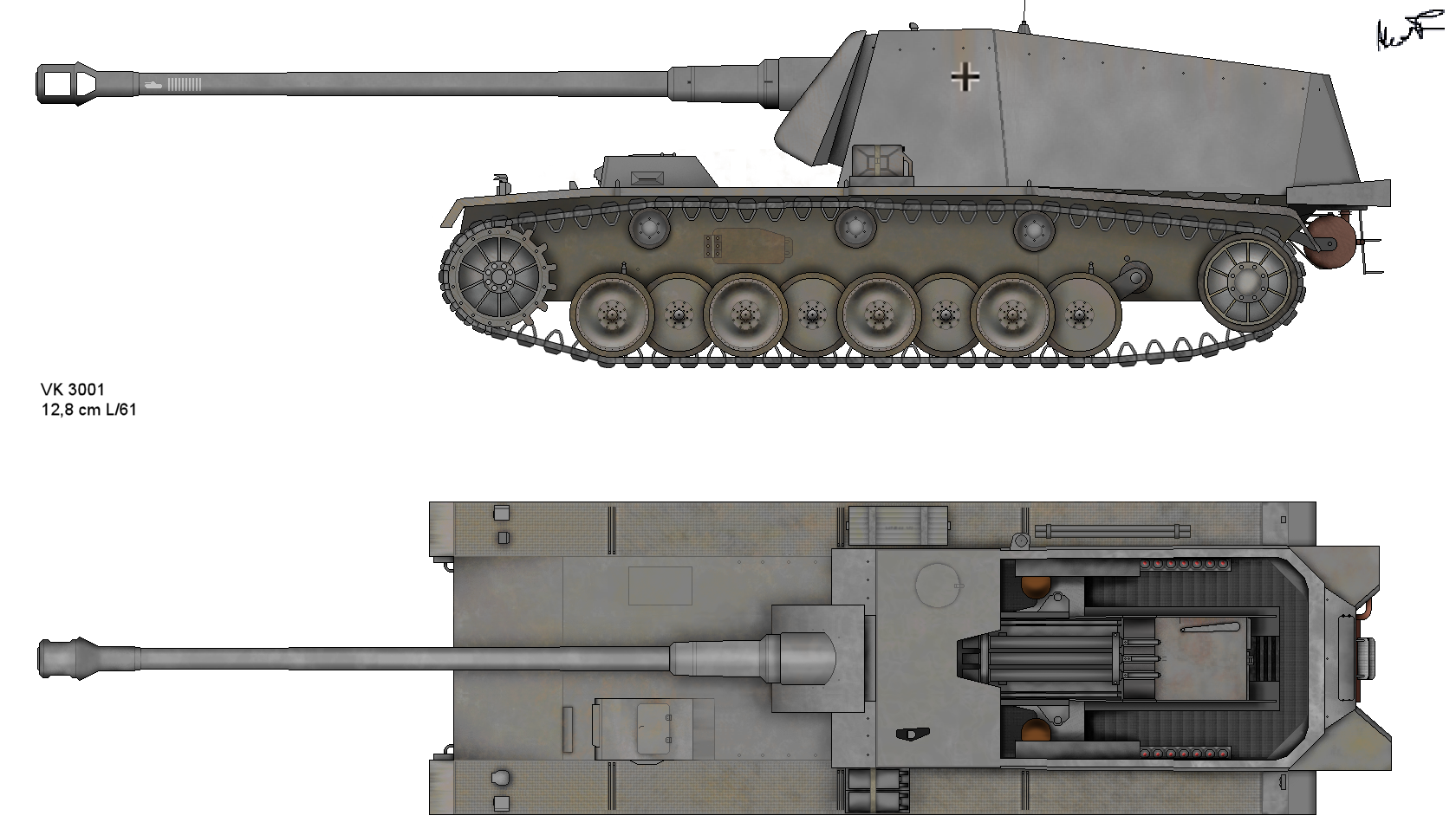
Profil du Sturer Emil.

Lors de l'opération Barbarossa les Allemands firent face aux chars russes KV-1 et T-34, aux blindages performants. En conséquence est conçu un chasseur de chars utilisant le Flak 40., canon de 128 mm antiaérien.
Le choix du châssis se porta sur une modification du VK 30.01 (H) développé par Henschel pour le futur char Tiger I, légèrement allongé vers l'arrière en ajoutant un huitième galet supplémentaire de chaque côté, permettant de mieux répartir le poids du véhicule, essentiel pour la mobilité en terrain meuble. Le barbotin (pignon d'entraînement) était situé à l'avant et le retour était assuré par trois galets supérieurs.
Le pilote était positionné dans une casemate à l'avant gauche du châssis et était séparé de l'équipe de tir. La superstructure blindée en casemate, abritant les quatre autres membres d'équipage, était fixe avec un toit ouvert. Cette absence de protection était nécessaire pour assurer une certaine liberté de mouvement aux artilleurs, même si cela les exposait aux dangers du champ de bataille et aux facteurs environnementaux. Bien que la superstructure fût fixe, le canon principal avait une traverse possible de 7° vers la droite ou la gauche ainsi qu'une élévation allant de -15° à 10°. Lors des combats, il fallait donc que le véhicule pointe principalement en direction de son objectif, représentant un certain désavantage tactique.
L'armement principal était constitué de l'imposant Rheinmetall 12,8-cm-Pak 40 L/61 (version antichar du canon antiaérien 12,8-cm-Flak 40), pesant à lui seul près de 7 tonnes. L'emport possible en munitions était limité à dix-huit obus antichar Panzergranate 39. Ce faible stock était largement compensé par la capacité de pénétration du canon (de 200 mm de blindage à 100 m jusqu'à 120 mm à 1 200 m). Une mitrailleuse MG34, utilisable par un des servants d'artillerie, assurait la défense rapprochée contre l'infanterie.
Deux châssis de VK 30.01 (H) furent livrés par Henschel en mars 1941. La conversion (allongement châssis, mise en place armement) en Pz.Sfl. V fut confiée à l'usine Rheinmetall-Borsig de Düsseldorf entre août 1941 et mars 1942. Les deux prototypes furent nommés « Max » et « Moritz » d'après les célèbres personnages de Wilhelm Busch. Chaque véhicule avait une masse au combat de 40 tonnes avec un blindage frontal de 50 mm (15 mm pour les côtés). Le moteur V6 Maybach HL 116 à refroidissement liquide développant 300 ch, permettait de mouvoir l'ensemble à une vitesse de 25 km/h. Bien que le Sturer Emil semblât lent et pataud, cela était largement compensé par le mordant de son canon de 128 mm.

## Au combat
À la mi-1942, les deux exemplaires furent envoyés pour évaluation sur le terrain, sur le front de l'Est, l'un dans la 521e schwere Panzerjaeger Abteilung et l'autre dans la 2e Panzerdivision, où ils se virent attribuer le surnom de « Sturer Emil » (Emile le têtu). Les Pz.Sfl. V montrèrent néanmoins leurs performances, mais le modèle n'entra jamais en production du fait de l'abandon du projet[réf. souhaitée].
L'exemplaire de la 2e Panzerdivision fut détruit par l'aviation soviétique en 1944 tandis que celui de la 521e fut capturé intact, avec vingt-deux victoires peintes sur le canon, par les troupes russes lors de la bataille de Stalingrad en janvier 1943. Ce véhicule fut alors exposé, avec tous les autres véhicules pris à l'ennemi dans le parc Gorki de Moscou entre 1943 et 1944, avant de figurer au nombre des pièces visibles au musée des blindés de Koubinka.

## Jeux vidéo
- Le Sturer Emil fait son apparition dans le jeu War Thunder, en tant que chasseur de chars de rang IV et 4.7 de BR (battle rating / cote de bataille)[1].
- Il est également présent dans les jeux vidéo World of Tanks [2]  et World of Tanks Blitz en tant que chasseur de chars de tier VII, dans l'arbre technologique allemand.